# برج الفجج
بُرْج الفِجَج قرية تقع بشمال شرقي ولاية قابس من الجنوب الغربي التونسي، شمال غربي مدينة وذرف وجنوب غربي مدينة الصخيرة. وهي تقع على السكة الحديدية الرابطة بين مدينتي قابس والرديف.